# Warka (ville)
Pour les articles homonymes, voir Warka.
Warka (prononciation : [ˈvarka]) est une ville polonaise de le powiat de Grójec de la voïvodie de Mazovie dans le centre de la Pologne.
Elle est située à environ 60 kilomètres au sud de Varsovie, capitale de la Pologne
Elle est le siège administratif de la gmina appelée gmina de Warka.

## Histoire
Établie comme village au XIIIe siècle, Warka reçoit le statut de ville en 1321.
De 1975 à 1998, la ville appartenait administrativement à la voïvodie de Radom.

## Personnes importantes de la ville
- Kazimierz Pulaski
- Piotr Wysocki
- Rabbi Israel Yitzhak Kalish
- Adam Jarzębski

## Galerie

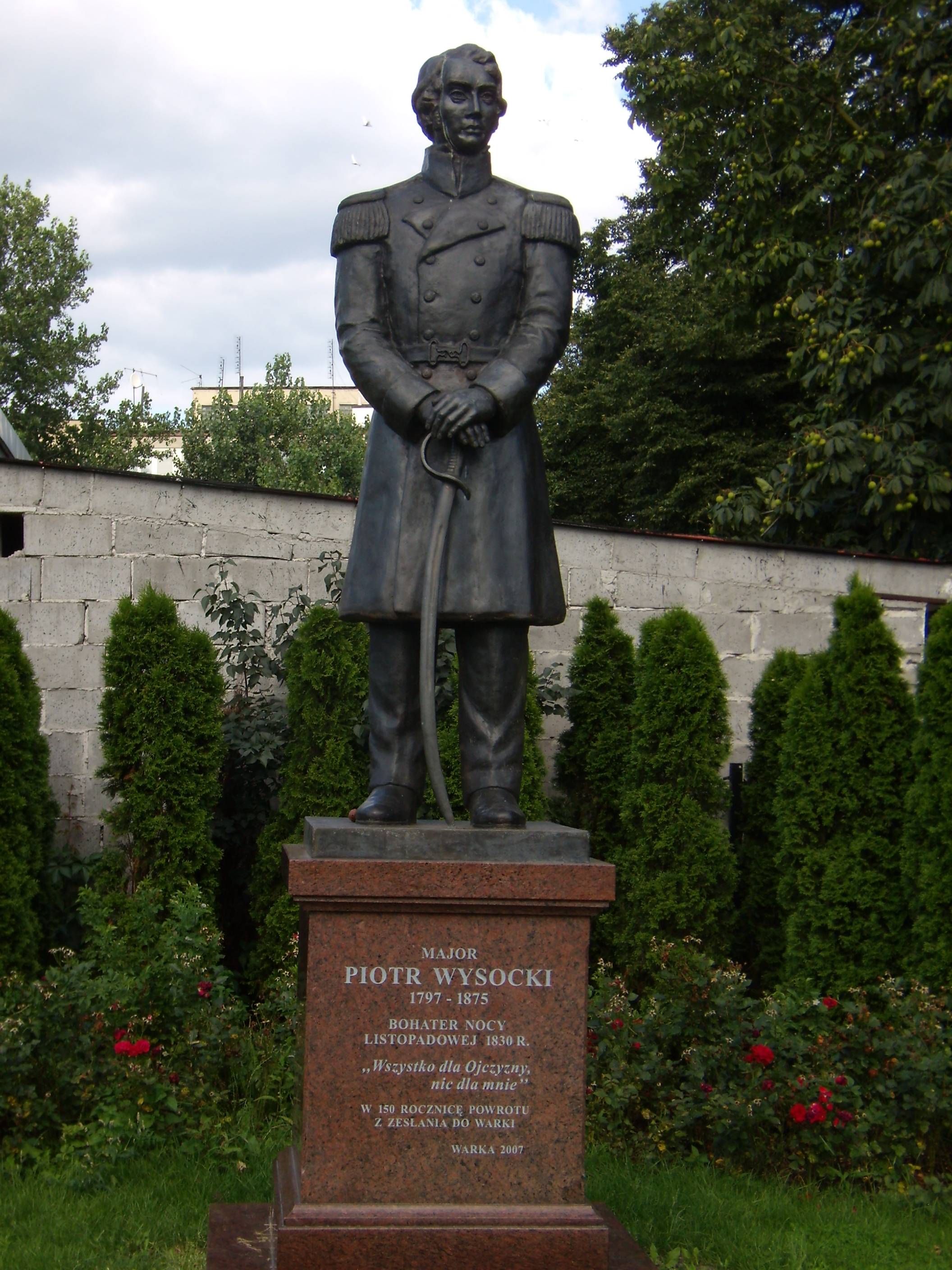
Monument de Piotr Wysocki.
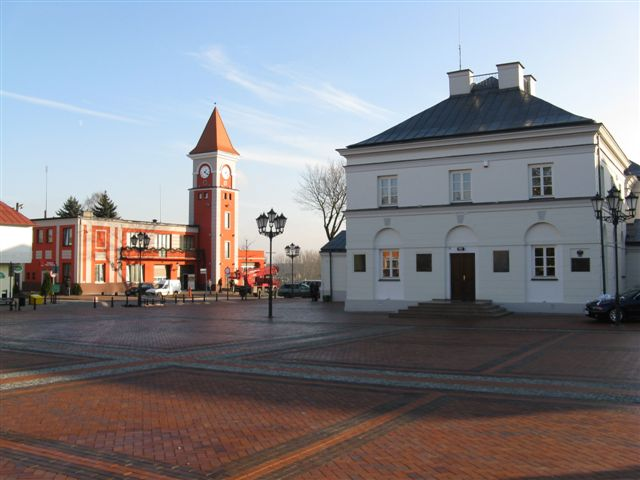
Place du marché principale.